# ليزا كارينجتون
ليزا كارينغتون,  (ولدت في 23 حزيران 1989) هي أعلى الأولمبيين النيوزيلنديين نجاحا flatwater canoer. فازت بذهبية 200 متر الكايك سيدات في عام 2012 دورة الألعاب الاولمبية الصيفية و2016 دورة الألعاب الاولمبية الصيفية، وكذلك الذهب في نفس الحدث في عام 2011 زورق سباق بطولة العالم.

## روابط خارجية
- ليزا كارينجتون على موقع الاتحاد الدولي للكانو (الإنجليزية)
- ليزا كارينجتون على موقع اللجنة الأولمبية الدولية (الإنجليزية)
- ليزا كارينجتون على موقع أوليمبيديا (الإنجليزية)
- ليزا كارينجتون على موقع اللجنة الأولمبية النيوزيلندية (الإنجليزية)